# Tayo (partido político)
O Partido Político da Qualidade (TPP, abreviação de Tayo Political Party, somali:  Xisbiga Siyaasadda ee Tayo), geralmente conhecido somente como Tayo, é um partido político somali.

## Visão geral

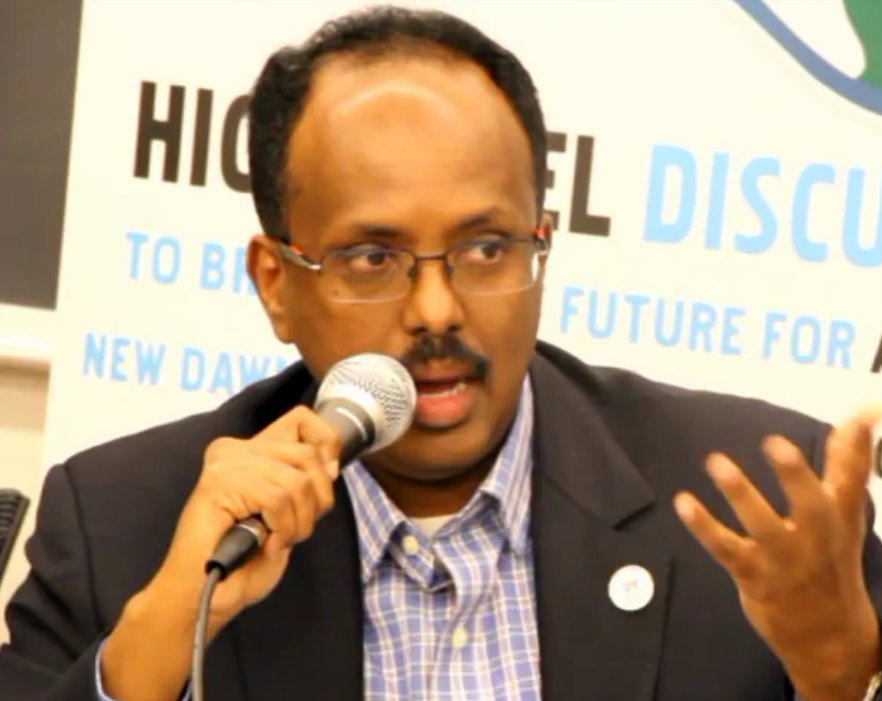
Mohamed Abdullahi Mohamed, fundador e secretário-geral do partido, em 2014.

O Partido Político Tayo foi fundado no começo de 2012 pelo ex-primeiro-ministro da Somália, Mohamed Abdullahi Mohamed, e por membros de seu antigo gabinete. A associação foi batizada de Tayo (qualidade), por conta da reputação favorável que sua administração obteve durante seu curto termo.